# 피닉스 로드러너스 (ECHL)
| 피닉스 로드러너스 |                                            |
| 콘퍼런스          | 내셔널 콘퍼런스 (2005년~2009년)            |
| 디비전            | 웨스트 디비전 (2005년~2009년)              |
| 설립연도          | 2005년                                     |
| 해체연도          | 2009년                                     |
| 역사              | 피닉스 로드러너스 (2005년~2009년)          |
| 경기장            | US 에어워스 센터                           |
| 연고지            | 애리조나주 피닉스                          |
| 상징색            | 캐롤라이나 블루, 검정, 썬플라워 골드, 하양 |
| 구단주            |                                            |
| 단장              |                                            |
| 감독              |                                            |
| NHL 제휴          |                                            |
| AHL 제휴          |                                            |
| 정규시즌 우승     |                                            |
| 콘퍼런스 우승     |                                            |
| 디비전 우승       |                                            |
| 켈리 컵           |                                            |
| 영구 결번         |                                            |

피닉스 로드러너스(Phoenix RoadRunners)는 미국 애리조나주 피닉스를 연고지로 하는 2005년부터 2009년까지 ECHL 소속되었던 아이스 하키팀이다.

## 역대 홈경기장
| 경기장            | 사용기간      | 수용인원 | 장소              | 비고 |
| ----------------- | ------------- | -------- | ----------------- | ---- |
| 피닉스 로드러너스 |               |          |                   |      |
| US 에어워스 센터  | 2005년~2009년 | 16,210명 | 애리조나주 피닉스 | 빈칸 |